# Dicliptera floribunda
Dicliptera floribunda là một loài thực vật có hoa trong họ Ô rô. Loài này được Eastw. mô tả khoa học đầu tiên năm 1909.